# PGL Arlington Major 2022
PGL Arlington Major 2022 (укр. Пі-Джи-Ел Арлінгтон Мейджор 2022) — кіберспортивний турнір з Dota 2, що відбувся в серпні 2022 в американському Арлінгтоні. Переможцем турніру стала команда Team Spirit.
Змагання в Арлінгтоні стало останнім з мейджор-турнірів сезону 2021—2022 в Dota 2. Протягом року кіберспортивні колективи з усього світу брали участь у низці турнірів 2022 Dota Pro Circuit, щоб набрати залікові бали й отримати право участі в фінальному турнірі року, The International 2022.
Відбіркові змагання за право потрапити на PGL Arlington Major пройшли в шести регіонах світу. Загалом було визначено 18 найкращих колективів, які отримали можливість зіграти на турнірі в США з 4 по 14 серпня. Призовий фонд турніру склав 500 тис. доларів. Окрім цього, за підсумками змагання розігрувалось 4 570 залікових очок (DPC points), потрібних для участі на The International. Місцем проведення турніру стала кіберспортивна арена Esports Stadium Arlington. Спонсорами турніру стали компанії Valve та PGL.
Фіналістами змагання стали китайський колектив PSG.LGD, а також команда Team Spirit, що представляла Східну Європу. Попри поразку на першій мапі, Team Spirit виявились кращими в трьох наступних, та вибороли перемогу з рахунком 3:1. Переможці, в складі яких виступали українці Ілля Мулярчук («Yatoro») та Мирослав Колпаков («Mira»), отримали головний приз турніру, заробили 200 тис. доларів, а також 820 залікових очок DPC.

## Результати турніру
| Місце | Команда                | Призові   |
| ----- | ---------------------- | --------- |
| 1     | Team Spirit            | 200 000 $ |
| 2     | PSG.LGD                | 100 000 $ |
| 3     | Team Aster             | 75 000 $  |
| 4     | OG                     | 50 000 $  |
| 5‒6   | beastcoast             | 25 000 $  |
| 5‒6   | Entity                 | 25 000 $  |
| 7‒8   | Outsiders (Virtus Pro) | 12 500 $  |
| 7‒8   | Boom Esports           | 12 500 $  |
| 9‒12  | Fnatic                 |           |
| 9‒12  | Royal Never Give up    |           |
| 9‒12  | Team Liquid            |           |
| 9‒12  | Evil Geniuses          |           |
| 13-14 | Talon Esports          |           |
| 13-14 | Natus Vincere          |           |
| 15-16 | Tunder Awaken          |           |
| 15-16 | Tundra Esports         |           |
| 17    | Soniqs                 |           |